# مقبرة قريش
 مقبرة قريش  هو معلم أثري تونسي مصنف من قبل المعهد الوطني للتراث يقع في ولاية القيروان في الوسط الغربي التونسي، تحديد في مدينة القيروان تم تصنيف المعلم في يوم 3 مارس 1915 .

## مقالات ذات صلة
- قائمة المعالم الأثرية المصنفة في تونس